# Східне партнерство
«Східне партнерство» — політика Європейського Союзу (ЄС), що має на меті зміцнення стосунків зі східними сусідами ЄС і є продовженням східного напрямку Європейської політики сусідства. «Східне партнерство» урочисто відкрив Європейський Союз у Празі 7 травня 2009 року.
Перша зустріч міністрів закордонних справ у рамках «Східного партнерства» відбулась 8 грудня 2009 року в Брюсселі.

## Історія
Ініціативу Східного партнерства представила Польща за підтримки Швеції у травні 2008 року на Раді ЄС. Ця ініціатива передбачала участь 6 країн Східної Європи — України, Молдови, Білорусі, Грузії, Вірменії та Азербайджану. До основних сфер, у яких пропонувалося зміцнити співпрацю, належали:
- робота над Угодою про асоціацію, яка включатиме комплексне порозуміння про зону вільної торгівлі між ЄС та 6 країнами партнерами;
- фінансування комплексних програм, що мають покращити адміністративну структуру української влади;
- інтеграція з економіками країн ЄС, що передбачає зближення українського законодавства з законодавством ЄС;
- створення економічного союзу між учасниками проєкту Східного партнерства;
- співпраця у боротьбі з корупцією, організованої злочинністю, нелегальною міграцією;
- збільшення мобільності робочої сили та перспективи відкриття ринків праці ЄС для українців;
- посилення енергетичної безпеки України;
- реалізація програм, що спрямовані на подолання економічної і соціальної нерівності України;
- реалізація індивідуальних програм (охорона кордонів, допомога у ліквідації наслідків стихійного лиха, підвищення енергетичної ефективності та відновлюваних джерел енергії);
- посилення контактів між Україною та ЄС і між їх громадянами;
- додаткова фінансова допомога.[1]

У червні 2008 року на саміті Ради ЄС ініціативу підтримали усі представники членів ЄС.
3 грудня 2008 року Європейська Комісія прийняла цей проєкт, оприлюднивши комюніке «Східне партнерство». У проєкті зробили акцент на створенні зони вільної торгівлі, підписанні угоди про асоціацію, лібералізації візового режиму для країн, що беруть участь у проєкті, співпраці задля енергетичної безпеки, одночасно збільшивши фінансування проєкту до 600 млн євро до 2013 року. 20 березня 2009 року Рада ЄС остаточно затвердила проєкт Східного партнерства, оголосивши про те, що його офіційний старт відбудеться 7 травня 2009 року у Празі.
7 травня 2009 під час установчого саміту «Східного партнерства» у Празі ухвалили спільну заяву, згідно з якою «Східне партнерство» буде доповненням двосторонніх договірних відносин між ЄС та кожною з держав-партнерів.

## Члени
До «Східного партнерства» входять усі держави-члени Європейського Союзу та 6 східноєвропейських пострадянських держав: Азербайджан, Білорусь, Вірменія, Грузія, Молдова та Україна. З червня 2021 року участь Білорусі у «Східному партнерстві» призупинили.
- Європейський Союз
- Країни-партнери:
  -  Азербайджан
  -  Білорусь (призупинено)
  -  Вірменія
  -  Грузія
  -  Молдова
  -  Україна

### Участь Білорусі
Участь Білорусі та її президента Лукашенка, який був названий авторитарним, на саміті 2009 року була під питанням.
30 вересня 2011 року Білорусь відмовилась від участі в саміті «Східного партнерства» у Варшаві на знак протесту проти рішення організаторів не запрошувати на цю зустріч президента Лукашенка та засудження політичних репресій в цій країні. Проте через три дні міністр закордонних справ Білорусі Сергій Мартинов спростував це.
У липні 2012 року відбулася Брюссельська зустріч міністрів закордонних справ Євросоюзу і країн-учасниць Східного партнерства, яка була присвячена Білорусі. Раніше Європарламент закликав міністрів обговорити на зустрічі ситуацію з правами людини в цій країні. Представники країн ЄС в черговий раз нагадали, що умовою активної участі Білорусі в програмах ЄС як і раніше залишається виконання вимог, що стосуються прав людини.
28 червня 2021 МЗС Білорусі повідомило постійному представнику ЄС у Білорусі Дірку Шубелю про заходи у відповідь на ухвалені ЄС санкції, серед яких і призупинення участі Білорусі в «Східному партнерстві».

## Основні завдання проєкту в стосунках з Україною
«Східне партнерство» передбачає:
- подальше спрощення візового режиму та поступовий рух до його лібералізації,
- укладення поглиблених зон вільної торгівлі,
- підтримку процесу адаптації законодавства та зміцнення інституційної здатності країн-партнерів,
- сприяння регіональному розвитку на основі політики регіонального вимірювання ЄС,
- створення інтегрованої системи управління кордонами,
- співпрацю у сфері енергетичної безпеки.

У рамках ініціативи передбачено багатосторонній діалог на чотирьох рівнях:
1. зустрічі глав держав і урядів;
2. щорічні зустрічі на рівні міністрів закордонних справ;
3. зустрічі чотирьох тематичних платформ:
  1. демократія, належне управління та стабільність;
  2. економічна інтеграція та наближення;
  3. охорона довкілля, енергетична безпека;
  4. міжлюдські контакти;
4. панелі для підтримки роботи платформ.

У червні 2009 р. проведено перші установчі засідання всіх тематичних платформ, під час яких схвалено загальні принципи і правила процедури їх діяльності.
За підсумками установчих засідань Європейська Комісія має намір підготувати проєкт основних цілей діяльності кожної з платформ, який буде винесено на розгляд наступних засідань (орієнтовно — у листопаді 2009). Крім того, Єврокомісія доопрацює концепції майбутніх проєктів в рамках «Східного партнерства» і представить їх на розгляд Української Сторони.

## Фінансування
Східне партнерство буде фінансуватися з фонду Інструменту Європейського Сусідства і Партнерства, що передбачає виділення 600 млн євро (2009—2013), з яких:
- 250 млн — кошти, що вже передбачені Європейською політикою сусідства,
- 350 млн євро — це нові кошти, виділені на реалізацію проєкту Східного партнерства.[12]

## Саміти та зустрічі Східного партнерства
| Подія                                        | Дата                                                            | Місце             |
| -------------------------------------------- | --------------------------------------------------------------- | ----------------- |
| 1-й саміт                                    | 7 травня 2009                                                   | Прага, Чехія      |
| 2-й саміт                                    | Помилка виразу: незрозумілий розділовий знак «–» вересня 2011   | Варшава, Польща   |
| зустріч глав МЗС                             | 23 липня 2012                                                   | Брюссель, Бельгія |
| 3-й саміт                                    | Помилка виразу: незрозумілий розділовий знак «–» листопада 2013 | Вільнюс, Литва    |
| 4-й саміт                                    | Помилка виразу: незрозумілий розділовий знак «–» травня 2015    | Рига, Латвія      |
| 5-й саміт                                    | 24 листопада 2017                                               | Брюссель, Бельгія |
| святкування з нагоди 10-ї річниці ініціативи | 13 травня 2019                                                  | Брюссель, Бельгія |
| зустріч глав держав                          | 18 червня 2020                                                  | онлайн            |
| 6-й саміт                                    | 6 грудня 2021                                                   | Брюссель, Бельгія |

## Відносини з Росією
У травні 2015 року Голова Європейської ради Дональд Туск заявив, що Росія «компенсує свої недоліки через деструктивні та агресивні залякувальні тактики проти своїх сусідів», тоді як канцлер Німеччини Ангела Меркель сказала, що «ЄС має абсолютно ясну відмінність від Росії. Ми приймаємо те, що різні країни „Східного партнерства“ можуть іти своїм шляхом і ми приймаємо ці різні шляхи».
Якщо розглядати Східне партнерство в контексті «м’якого» суперництва Європейського Союзу та Росії, то стає очевидним, що остання не може конкурувати з ЄС з точки зору привабливості її політичних, економічних, соціальних та інших інститутів. Демократія, потужна економіка, високі технології, захист прав і свобод людини, високий рівень добробуту роблять Європу надзвичайно привабливою для східних сусідів. Росія ж має імідж авторитарної країни, зовнішня політика якої, як свідчать непоодинокі конфлікти, не має стійкої правової та моральної основи. Сировинна економіка РФ та економічний тиск («газовий шантаж») на інші країни теж не додають їй позитивного іміджу. Тому втримати деякі країни Східного партнерства у сфері своїх інтересів Росія, як показує приклад Білорусі та Вірменії, може здебільшого через використання «жорстких» засобів.

## Відносини з Україною
Київ сподівається, що якщо Україна виконає всі необхідні умови і вимоги Європи, то в майбутньому вона зможе стати членом Євросоюзу. Але в документах саміту 2017 року не згадується можливість вступу України до складу ЄС. Існує думка, що ЄС навряд чи може підписати подібну заяву, після того, як виборці Нідерландів відкинули укладену в 2015 році угоду з Україною. У грудні 2017 року ЄС оприлюднив спеціальне роз'яснення, в якому говорилося, що угода про партнерство не гарантує майбутнього членства України в Європейському Союзі і не передбачає гарантій безпеки для цієї країни.

## Критика
Голова Представництва України при Європейському Союзі Костянтин Єлісєєв виступає за відокремлення Азербайджану, Білорусі та Вірменії від політики Європейського Союзу «Східного партнерства». Дипломат звернув увагу на політику, якої Грузія, Молдова та Україна можуть дотримуватися у протистоянні зовнішнім загрозам:
По-перше, ми можемо забезпечити політику диференціації в рамках «Східного партнерства». Мені здається, вже час відокремити три країни — Україну, Грузію і Молдову від Вірменії, Азербайджану, Білорусі. Ми намагалися це зробити, до речі, на Ризькому саміті, у нас була, до речі, узгоджена тристороння заява щодо України, Грузії та Молдови. Тобто, чітка диференціація.
Також на думку аналітиків Київ розчарований результатами саміту Східного партнерства у 2017 році [Архівовано 25 листопада 2017 у Wayback Machine.]. Причиною розчарування є обмеження перспектив євроінтеграції, а також не надто великі успіхи у реалізації Угоди про зону вільної торгівлі з ЄС.